# Île Christmas (Tasmanie)
Pour les articles homonymes, voir Île Christmas.
L’île Christmas est une île inhabitée et une réserve naturelle d'une superficie de 63,49 ha située dans la Grande Baie australienne à la limite occidentale du détroit de Bass au nord-ouest de la Tasmanie et au sud-est de l'Australie. Elle fait partie de l'archipel du Nouvel An (New Year Island Group) dont la plus grande île est l'île King.
Elle abrite des oiseaux comme le Manchot pygmée, le Puffin à bec grêle, le Goéland austral, la Mouette argentée, l'Huîtrier fuligineux, l'Huîtrier à long bec et le Cormoran de Tasmanie. Elle abrite des reptiles comme le très venimeux Serpent-tigre et des lézards. Une espèce de souris est aussi présente.

### Sources et bibliographie
- (en) Nigel Brothers, David Pemberton, Helen Pryor et Vanessa Halley, Tasmania’s Offshore Islands : seabirds and other natural features, Hobart, Tasmanian Museum and Art Gallery, 2001 (ISBN 0-7246-4816-X)